# Gretl
gretl es un paquete estadístico libre y abierto, principalmente orientado a la econometría pero no limitado a esta disciplina. Tiene una interfaz gráfica y puede interactuar con R-project (el cual es un software estadístico de distribución libre muy utilizado). Está escrito en C.
gretl incluye la posibilidad de producir salidas en LaTeX, y también permite importar archivos de diversos formatos: CSV (coma separated values), GNumeric, Excel, Stata, Eviews, JMulTi, RATS, OpenDocument Spreadsheet, entre otros.